# ケニアの国章
ケニアの国章（ケニアのこくしょう）には、防衛を象徴する、両手に槍と東アフリカの伝統的な盾を持った2匹のライオンが描かれている。盾と槍は団結と自由の防衛を象徴している。盾は国旗の色に塗られ、以下の意味を表している。
- 黒はケニアの人々
- 緑は農業と天然資源
- 赤は自由への闘争
- 白は団結と平和

盾の中央の赤い部分には、斧を持ったオンドリが描かれていて、現地の慣習によると新しい、繁栄した生命を意味している。
盾とライオンは、前面にコーヒー、シロバナムシヨケギク、サイザルアサ、チャノキ、トウモロコシ、パイナップルといったケニアの農産物が描かれたケニア山のシルエットの上に立っている。
国章の下部には、スワヒリ語で「共に働こう」という意味のHarambeeという言葉が書かれたリボンが配されている。これは、漁師が沿岸に向かって網を投げる時の掛け声であり、学校や協会の建設など、公共の利益のために人々の協力が必要な時に使われる言葉である。